# Enrique V del Palatinado
Enrique V, el Viejo de Brunswick (en alemán: Heinrich der Ältere von Braunschweig; h. 1173/4 - 28 de abril de 1227) fue un Conde palatino del Rin de la dinastía güelfa desde el 6 de agosto de 1195 hasta 1213.

## Biografía
Enrique era el hijo mayor de Enrique el León, duque de Sajonia y Baviera y Matilde Plantagenet, la hija mayor de Enrique II de Inglaterra y Leonor de Aquitania. 
Después de la deposición de su padre por el emperador Hohenstaufen Federico Barbarroja, creció en Inglaterra. Cuando la familia regresó a Alemania en 1189, el joven Enrique se distinguió en la defensa de la residencia güelfa de Brunswick contra las fuerzas del hijo del emperador, el rey Enrique VI. Se firmó la paz al año siguiente, con la condición de que Enrique y su hermano menor Lotario (m. 1190) fueran retenidos como rehenes por el rey. Tuvo que unirse a las fuerzas alemanas en la campaña de 1191 en el reino de Sicilia y participó en el asedio de Nápoles. Enrique finalmente desertó, huyó a Marsella y regresó a Alemania, donde falsamente proclamó la muerte de Enrique VI e intentó subrayar sus propias capacidades como un posible sucesor. Esto llevó en parte a la retirada de Enrique VI y la cautividad de la emperatriz Constanza.
Aunque fue exiliado, se convirtió en heredero al Condado palatino del Rin a través de su matrimonio en 1193 con Inés, una prima del emperador Enrique VI e hija del conde palatino Hohenstaufen Conrado. Se reconcilió poco después con el emperador y a la muerte de Conrado en 1195, Enrique recibió como feudo su Condado palatino. Un aliado cercano del emperador lo acompañó a la conquista de Sicilia en 1194/95 y en la Cruzada de 1197.
Después de la repentina muerte del emperador en 1197, el hermano menor de Enrique Otón IV se convirtió en uno de los dos reyes rivales del Sacro Imperio Romano Germánico. Al principio él lo apoyó, pero luego cambió de bando a favor de Felipe de Suabia en 1203. Habiendo dividido las tierras alodiales güelfas con sus hermanos Otón y Guillermo de Winchester, Enrique entonces gobernó sobre los territorios sajones septentrionales alrededor de Stade y Altencelle y también fue confirmado como conde palatino por el rey Felipe. Cuando la querella por el trono alemán terminó con el asesinato de Felipe en 1208, Enrique volvió a ponerse del lado de Otón IV. En el servicio imperial, intentó rechazar las reclamaciones territoriales por los príncipes-arzobispos renanos de Colonia, Tréveris y Maguncia, pero sin éxito.
Al morir su primo Arturo I, duque de Bretaña en abril de 1203, Enrique efectivamente se convirtió en posible heredero de su tío materno Juan Sin Tierra al trono inglés, pero esto acabó cuando el hijo de Juan (el futuro rey Enrique III) nació en octubre de 1207.
Después heredó más propiedades significativas en Sajonia de su hermano Guillermo en 1213. Enrique cedió el Palatinado a su hijo Enrique el Joven y se trasladó al norte. Después de la muerte temprana de su hijo al año siguiente, dejó sus propiedades güelfas a su sobrina, el hijo de Guillermo, Otón el Niño, quien se convirtió en el primer duque de Brunswick-Luneburgo en 1235. Enrique murió en 1227 y se encuentra enterrado en la catedral de Brunswick.

## Matrimonio y descendencia
En 1193, Enrique se casó con Inés de Hohenstaufen (1177-1204), hija del conde palatino Conrado. 
Tuvieron los siguientes hijos:
- Enrique VI (1197-1214), se casó con Matilde, hija del duque Enrique I de Brabante
- Condesa palatina Irmengarda (1200-1260), se casó con el margrave Germán V de Baden-Baden
- Inés (1201-1267), se casó con Otón II de Wittelsbach, conde palatino del Rin desde 1214, duque de Baviera desde 1231.

Alrededor de 1209, se casó con Inés de Landsberg (m. 1248), hija del margrave Wettin Conrado II de Lusacia.